# NGC 2175
NGC 2175 је емисиона маглина у сазвежђу Орион која се налази на NGC листи објеката дубоког неба.
Деклинација објекта је + 20° 29' 18" а ректасцензија 6h 9m 38,6s. Привидна величина (магнитуда) објекта NGC 2175 износи 11,9. NGC 2175 је још познат и под ознакама LBN 854, OCL 476.